# Henri van Praag

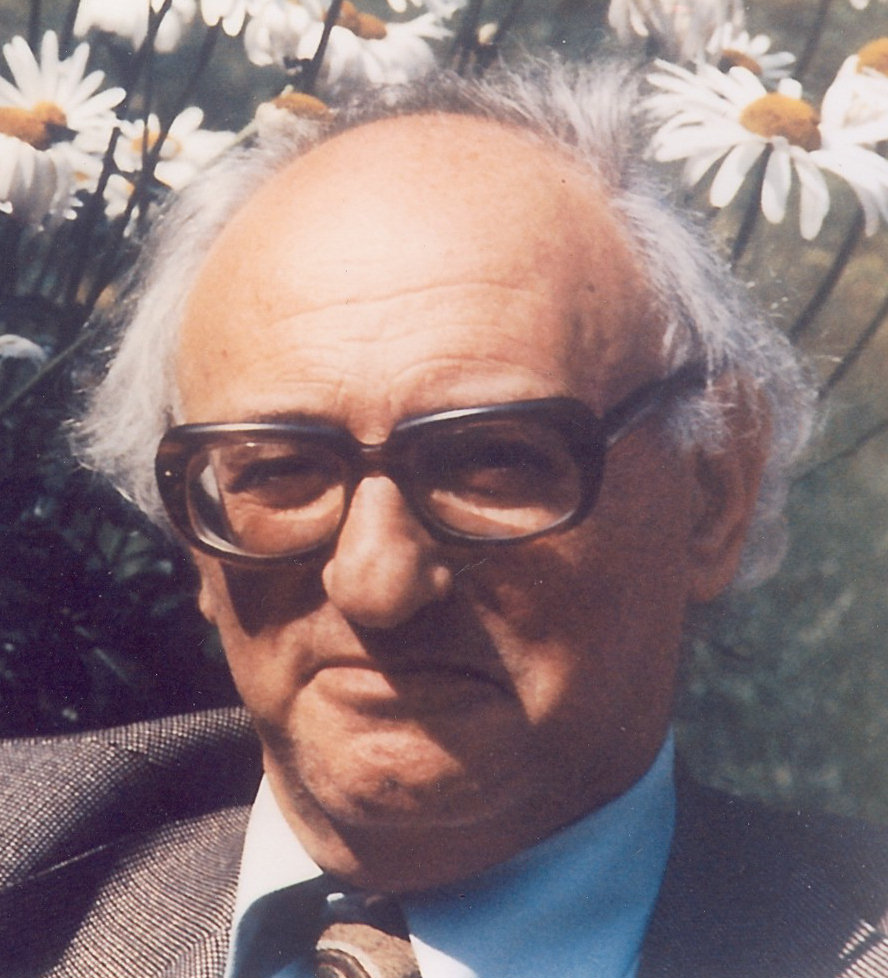
H. van Praag tijdens een cursus in Lugano (foto: Archief H van Praag)

Naphthali ben Levi (Henri) van Praag (Amsterdam, 12 september 1916 – Hilversum, 3 november 1988) was een Nederlands-joodse pedagoog, filosoof en theoloog (dan wel godsdiensthistoricus), die ook bekendheid kreeg als (ortho)pedagogisch therapeut en als publicist op  psychologisch en parapsychologisch gebied. In het laatste vak werd hij in 1978, als opvolger van prof. W.H.C. Tenhaeff, bijzonder hoogleraar namens de Studievereniging voor Psychical Research (SPR). Hij omschreef het gebied van deze leeropdracht als antropologische parapsychologie, in contrast met de experimentele parapsychologie, die door zijn collega gewoon hoogleraar, de Zweed Martin Johnson, aan dezelfde Rijksuniversiteit Utrecht werd gedoceerd.

## Algemeen
Van Praag is (mede)auteur van enkele honderden boeken en artikelen, en heeft duizenden voordrachten en colleges gegeven, die ten dele op band zijn vastgelegd. Hij is in meerdere disciplines afgestudeerd en heeft tijdens zijn leven aan verschillende universiteiten gedoceerd. Hij was (mede-)oprichter van de ‘experimentele’ universiteit van Lugano.
Van Praag werd geboren als derde zoon van Esther van Praag en diamantslijper Louis (Levi) van Praag. Het gezin was joods, maar niet religieus. In de 1923 verhuisde het gezin Van Praag naar Antwerpen. Van Praag volgde daar de lagere en de middelbare school. Hij spijbelde vaak om zigeuners op te zoeken, van wie hij veel zou hebben geleerd. Hij had twee oudere broers: Isidoor, geboren op 30 november 1910, gestorven 29 oktober 1962, en Benno (Benedictus Izaak) geboren op 28 september 1913 en gestorven 25 februari 1979.
In 1931 stond het gezin Van Praag weer ingeschreven in Amsterdam. Na de middelbare school koos Van Praag voor het onderwijs. Hij doorliep de vijfjarige cursus op de Gemeentelijke Kweekschool (diploma 1936), waar hij Leny van Huystee leerde kennen, met wie hij in 1947 trouwde. In 1938 behaalde hij zijn akte van bekwaamheid als hoofdonderwijzer, in 1939 de akte van bekwaamheid voor huis- en schoolonderwijs in de beginselen der Fransche Taal. Hij mediteerde en was mystiek aangelegd; de romans "Das grüne Gesicht", "Walpurgisnacht", e.a. van Gustav Meyrink spraken hem aan. Tussen zijn 18e en 25e jaar had hij – zoals hij dat noemde – “vier leermeesters”, die hij steeds vol dankbaarheid vermeldde: de Chinese wijze Li, een geleerde uit Indonesië; een joods mysticus wiens naam hij nooit noemde (waarschijnlijk de leermeester van Elie Wiesel en Emmanuel Levinas: Chouchani), de theoloog dr. J. Eykman (1892-1945) en de filosoof-natuurkundige-pedagoog dr. Philip Kohnstamm (1875-1951). Hij had in 1939 de leiding over de cursussen voor de staatsexamens hbs, gymnasium en mulo vanwege de lerarencombinatie M.O. Cotabo. Daarnaast had hij een praktijk als psycholoog en psychotherapeut
De Tweede Wereldoorlog bracht Van Praag door als onderduiker in Amsterdam en andere plaatsen. Vele van zijn familieleden werden weggevoerd naar concentratiekampen, waar meer dan zeventig verwanten werden vermoord. Via de Amsterdams predikant Jan Koopmans, uit de kring van Eykman verkreeg hij illegaal een doopbewijs (zie: Maarten van der Linde, Het Visioen van Eijkman. Dr. J. Eijkman, de Amsterdamse Maatschappij voor Jongemannen en de Vernieuwing van Nederland, 2003, p. 260). Leny onderhield in deze periode contact met hem.

## Naar een wereld van vrede en harmonie
Na de oorlog stond zijn levensdoel vast: hij wilde ijveren voor een wereld van vrede en harmonie. Van Praag was in alle opzichten een bruggenbouwer en “richtte [...] zich tot mensen over alle grenzen van godsdienst of nationale cultuur heen. Hij wisselde als geen ander informatie uit van jodendom naar boeddhisme, van taoïsme naar gnostiek, van theologie naar natuurwetenschappen. [...] Het onstuimig zoeken naar verbindingslijnen tussen van elkaar schijnbaar altijd gescheiden gebieden is niet altijd begrepen.”
Na het behalen van de akte Nederlandsche Taal- en Letterkunde voor het middelbaar onderwijs (1946), begon hij met een verbijsterende leergierigheid aan verschillende universitaire studies: algemene wetenschapsleer, natuurkunde en pedagogiek (Kohnstamm), logica (Evert Willem Beth), wiskunde (Brouwer), biologie (Jacob Heimans), sociologie (Carl Mennicke), economie (Mermans), algemene taalwetenschap (Marcel Cohen), geschiedenis (Jacques Presser), judaïca (Soloweitschik), psychologie (Otto Selz) en godsdienstfenomenologie en culturele antropologie (Gerard van der Leeuw). Intussen was hij sterk betrokken bij de joden die terugkeerden uit de kampen, in het bijzonder bij de kinderen. Hij verrichtte onderzoek voor het Instituut voor de Tropen. Zijn eerste, niet in boekvorm uitgegeven, studie Getal, tijd en ruimte, (1949) gaat over de psychologische grondslagen van wis- en natuurkunde. Zijn eerste boek, De zin der opvoeding (1950), was gewijd aan de pedagogiek en eindigt met een hartstochtelijk credo. Hij deed kandidaatsexamen in 1950, doctoraalexamen in 1951. Onder het pseudoniem Raimond Bernard publiceerde hij een mystieke roman in de stijl van Meyrink, Er wordt op u gewacht (1953), een geschrift dat getuigt van zijn diepe interesse voor en kennis van China, de joodse mystiek en reïncarnatie.
Kort na de oorlog was Van Praag directeur van het les- en bijwerkinstituut H.B.S. (Hulp Bij Studie), in 1946 was hij met I. Hammelburg verbonden aan de Sociaal Paedagogische Werkgemeenschap, verbonden aan de Nederlandse Instelling voor Psychologisch Onderzoek te Hilversum. In 1949 nam hij deel aan het tiende congres voor wijsbegeerte te Parijs. In 1951 was Van Praag pedagogisch adviseur aan het instituut van zijn leermeester Kohnstamm, het Algemeen Sociaal Adviesbureau.
Door zijn enorme eruditie, mensenkennis en ervaring was hij de aangewezen persoon om de dialoog tussen joden en christenen te stimuleren. Vóór de Tweede Wereldoorlog bestond deze dialoog nog niet echt, hoewel er wel sprake was van wederzijdse belangstelling. In de jaren dertig van de 20e eeuw promoveerde K.H. Miskotte op een dissertatie Het wezen der Joodsche religie. De theoloog dr J. Eykman nodigde bij zijn Bijbellezingen ook joden uit en onder zijn leerlingen was Henri van Praag. Tijdens de oorlog wordt Eykman naar Buchenwald verbannen en Van Praag moet onderduiken. Ernstig ziek wordt hij vrijgelaten en in het verborgene kunnen de twee elkaar eind 1944 voor het laatst ontmoeten. Eykman werkt tot zijn dood en bereidt het Instituut voor Kerk en Wereld, het latere Eykmanhuis, voor. Na W.O. II zet Van Praag de dialoog die Eykman had geëntameerd voort, zoekend naar joodse, christelijke en islamitische gesprekspartners. Het klimaat voor deze dialoog was na de oorlog gunstiger, omdat de vijand zowel christenen als joden had vervolgd en daardoor solidariteit gekweekt; omdat men denkend over het recente lijden een parallel trok tussen Golgotha en Auschwitz, door de oprichting van de staat Israël (1948) en in het algemeen doordat de wereld met de nieuwe middelen van vervoer en communicatie “kleiner was geworden”.
Tijdens een internationale conferentie in 1952 werd de World Organization for Mutual Understanding and Co-operation (WOMUC) opgericht, waarvan Henri van Praag voorzitter werd. Aanwezig waren onder meer Otto Frank, de vader van Anne Frank, Zwi Werblowsky en Karl Thieme. Een van de initiatieven die uit de conferentie voortkwamen was het plan voor een driedelige serie Das lebendige Wort Gottes, een bloemlezing met commentaar uit joodse en christelijke geschriften over openbaring, gebed en belofte. Vele geleerden, onder wie Martin Buber, hadden hun medewerking toegezegd; Thieme en Van Praag zouden de leiding hebben. Het plan werd in deze vorm niet uitgevoerd door de plotselinge dood van Thieme en het vertrek van Van Praag naar Montevideo.

## Intermezzo Uruguay (1953-1954)
Begin jaren 1950 nam in de Sovjet-Unie onder Stalin het antisemitisme toe. Van Praag ging in 1953 naar Uruguay om te onderzoeken of dit land een nieuw thuis voor joodse kinderen kon worden. Hij werd in Montevideo gasthoogleraar in de psychologie, pedagogiek en filosofie, terwijl hij daarnaast een praktijk had als psycholoog-therapeut. Zijn hele leven zou hij overigens als therapeut (raadgever) voor medemensen beschikbaar blijven; mensen die ergens mee zaten of een vraag hadden, konden altijd bij hem terecht voor een gesprek of een advies. Hij luisterde dan naar de ander, voerde een gesprek en sloot dit af met raad.
Ook studeerde hij in Montevideo Chinese taal en cultuur bij professor Li-Yu-Ying, oud-rector van de Keizerlijke Universiteit van Peking. Met de dood van Stalin en de komst van Chroesjtsjov in 1953 leek de situatie voor de joden in Rusland te verbeteren, dus de missie die de aanleiding had gevormd voor de reis naar Zuid-Amerika werd gestaakt.

## In het centrum van de maatschappij (1954-1973)
In 1954 richtte Henri met zijn broer I. (Dorus) van Praag en I.J. Sloos het Centrum voor Psychologische Paedagogie op. Daarnaast zette Henri van Praag onmiddellijk na terugkeer in Nederland de dialoog tussen joden en christenen met hernieuwde energie voort. In 1954 haalde hij Jacob Soetendorp (1914-1976) over om zich samen met hem te wijden aan de dialoog en niet lang daarna begonnen zij te werken aan de reeks Phoenix Bijbelpockets: Soetendorp vertaalde grote delen van het Oude Testament opnieuw uit het Hebreeuws naar het Nederlands, geïnspireerd door de nieuwe Duitse vertaling van Martin Buber en Franz Rosenzweig. Van Praag had de eindredactie van de 18 delen van Hebreeuwse Bijbel, J. van Goudoever de eindredactie van de 12 delen over het Nieuwe Testament. Daarnaast schreef Van Praag voor de gehele reeks zo’n veertig artikelen en de inleidende en verbindende teksten voor en tussen de andere artikelen die de vrucht waren van talloze gesprekken tussen protestantse en katholieke christenen, joden en – in mindere mate – moslims.
Uit deze activiteit is ook te verklaren dat Van Praag medeoprichter werd van de Anne Frank Stichting, waarvan hij voorzitter werd en waarbij hij twintig jaar betrokken is geweest. Als centra voor de dialoog werden overal in Nederland leerhuizen (Soetendorps vertaling van beth-ha-midrasj) opgericht, verenigd in de Internationale Stichting Het Leerhuis, waarvan Van Praag de voorzitter was. Tot het einde van zijn leven was hij nauw bij deze leerhuizen betrokken, nam deel aan de gesprekken en gaf er talloze lezingen. Het eerste leerhuis was gevestigd in het Amsterdamse Anne Frank Huis. In de statuten van de Anne Frank Stichting staan zaken als het kweken van begrip voor het leed de joden aangedaan, de bevordering van tolerantie en de strijd tegen discriminatie, niet het bevorderen van de dialoog tussen joden, christenen en moslims. Toch heeft de stichting hiertoe bijgedragen, niet in de laatste plaats door het stempel dat Henri van Praag op haar drukte.
De ontdekking van de Dode Zeerollen toonden aan hoezeer het Nieuwe Testament in de joodse traditie stond; joodse en christelijke geleerden werkten dit thema wetenschappelijk uit en publiceerden hun bevindingen via de internationale stichting 'Compendia Rerum Iudaicarum ad Novum Testamentum'  waarvan Van Praag de voorzitter was.
Van Praag was daarnaast actief op vele gebieden. Hij werd in 1957 benoemd als leraar aan de Gemeentelijke Kweekschool met 4 lesuren per week in de opvoedkunde en werd in hetzelfde jaar aangesteld als docent bij het L.O.I. (Pelman-Instituut). In 1958 werd hij directeur van het Centrum voor Paedagogische Psychologie in Amsterdam, in 1964 was hij adviseur en vanaf 1966 wetenschappelijk hoofdmedewerker van Teleac (een relatie die tot 1977 zou duren), (hoofd)redacteur bij verschillende uitgeverijen en tijdschriften zoals onder meer Studium Generale, Doelmatig Bedrijfsbeheer en Intermediair. Hij was een gewaardeerde gesprekspartner van toonaangevende mensen op wetenschappelijk, religieus, politiek en filosofisch gebied.

## Hoogleraar (1973-1988)
Van 1973 tot 1978 was hij bijzonder hoogleraar sociologie (levensbeschouwelijke stromingen) aan de Landbouwhogeschool Wageningen. In 1974 werd gestart met de opzet van de Internationale Akademie te Manternach (Luxemburg), met als eerste cursusjaar 1976. Deze akademie werd op 15 maart 1979 als International University Lugano te Lugano (Zwitserland) voortgezet en Van Praag was kanselier en doceerde er onder meer methodologie, psychologie en parapsychologie. Ook was hij rector van de Akademie für vergleichende Religionsgeschichte in Duisburg (Duitsland), waar hij bovendien godsdienstwetenschap doceerde.
In 1975 richtte hij het tijdschrift Prana (tijdschrift voor spiritualiteit en de randgebieden der wetenschappen, uitgeverij Ankh-Hermes) op. Prof. Van Praag had een goede relatie met de uitgever Paul Kluwer en was adviseur van deze uitgeverij.
In 1978 volgde hij professor W.H.C. Tenhaeff op als bijzonder hoogleraar parapsychologie aan de Universiteit van Utrecht, een functie die hij tot en met 1986 zou blijven vervullen. Van Praag benadrukt op dit vakgebied dat men de psychologie dient op te vatten als een grensgebied van wat nu parapsychologie wordt genoemd, zoals Einstein een rechte lijn definieert als een kromme met krommingsgraad = 0.
In 1981 overleed zijn vrouw, Leny van Praag-Van Huystee. Het gezin had een zoon (Louis) René van Praag.